# 健達巧克力
健達巧克力（德語：Kinder，譯為孩子們）是一種由義大利巧克力製造商費列羅（Ferrero）生產，內部充填了牛奶的朱古力，1968年推出。在其原產地德國名為Kinder Schokolade。該朱古力在歐洲特別是德國非常流行。

## 参見
- 健達繽紛樂巧克力
- 健達奇趣蛋
- 建达出奇蛋

## 外部連結
- 官方網站 （页面存档备份，存于）